# Харитонов, Моисей Маркович
Моисе́й Ма́ркович (Мотькович) Харито́нов (17 февраля [1 марта] 1887, Николаев, Херсонская губерния — 1948) — большевик, советский партийный и государственный деятель.

## Биография
Родился в г. Николаеве Херсонской губернии в семье служащих. В ноябре 1905 года вступил в РСДРП(б). Вёл активную революционную работу в Николаеве, Одессе. В 1906 году был арестован и сослан в Олонецкую губернию, откуда бежал.
В 1912 эмигрировал в Швейцарию, где познакомился с Лениным. Был секретарём большевистской организации в Цюрихе, участвовал в конференции заграничных большевистских секций (Берн, 1915). Окончил политехнический техникум.
3 (16) апреля 1917 возвратился в Россию вместе с Лениным в «пломбированном вагоне». Был избран членом Петроградского комитета РСДРП(б). Участвовал в работе VII (Апрельской) партконференции (1917). На VI съезде (1917) выступал по вопросу о новом уставе партии.
В 1917 году — секретарь Пермского губернского комитета РСДРП(б); с января по август 1918 — редактор «Красной газеты». Входил в состав Уральского областного бюро ЦК РКП(б).
С 31 октября 1918 — в Красной армии: военком 3-й Украинской армии (по 11.11.1918), затем — редактор газеты 3-й армии (по январь 1919). С марта по ноябрь (по другим данным — с февраля по май) 1919 — ответственный секретарь Петроградского губернского комитета РКП(б), одновременно являлся членом РВС 7-й армии (24.5 — 22.10.1919) и заведующим отделом учёта и распределения Политического управления РККА (май 1919 — май 1920), затем был начальником Особого отдела ВЧК 7-й армии (с мая 1920 по январь 1921).
С февраля по октябрь 1921 года — комиссар Юго-Западной железной дороги, затем — секретарь Уральского бюро ЦК РКП(б) (по декабрь 1923) (по другим данным — с октября 1921 по июнь 1922 — секретарь Пермского губкома партии). С декабря 1923 по июль 1925 года — первый секретарь Уральского обкома РКП(б). Во внутрипартийной дискуссии встал на сторону антисталинской оппозиции.
С 1925 года — ответственный секретарь Саратовского губкома ВКП(б). На XIV съезде партии (1925) поддержал курс на социалистическую индустриализацию страны, высказался против некоторых изменений в уставе, в результате чего был снят с поста секретаря Саратовского губкома.
Принадлежал к Левой оппозиции, за что в 1927 году, на XV съезде ВКП(б), был исключён из партии. В 1928 году, после подачи заявления об отходе от оппозиции, восстановлен в партии, был членом правления Главхлопкома, уполномоченным Главхлопкома, затем старшим инспектором ЦКК—РКИ. Работал во Наркомвнешторге заместителем торгового представителя СССР в Великобритании.
Избирался делегатом XIII конференции РКП(б) (1924); делегатом VI (1917), XI (1922), XII (1923), XIII (1924), XIV (1925) и XVI (1930) съездов партии. С 25 апреля 1923 по 18 декабря 1925 года — член ЦК РКП(б). Член ВЦИК 10-го созыва (1922—1924). Делегат X Всероссийского (1922) и I Всесоюзного (1922) съездов Советов.
Был арестован в декабре 1934 года, привлечён по делу «Ленинградской контрреволюционной зиновьевской группы». Решением Особого совещания при НКВД СССР 16 января 1935 года осуждён на 2 года ссылки в Тобольск; в том же году исключён из партии. В 1936 году, находясь в ссылке, был арестован и решением Военной коллегии Верховного Суда СССР от 8 марта 1937 года осуждён к высшей мере наказания, которая была заменена на 10 лет лишения свободы. В октябре 1947 г. вновь арестован и постановлением Особого совещания от 7 февраля 1948 года осуждён к 10 годам лишения свободы. Умер в лагере в 1948 году; похоронен в Москве на Новодевичьем кладбище (4-й участок).
Реабилитирован в 1958 году.
Жена — Харитонова Раиса Борисовна (1886—1968). В эмиграции, в Цюрихе, была казначеем большевистской группы.  В Советской России работала в Народном комиссариате просвещения вместе с Н.К.Крупской; автор воспоминаний. Похоронена на Новодевичьем кладбище.  После того, как муж был репрессирован, выслана из Москвы и вернулась из ссылки после 1953 года.  Дочь и сын — Лиля (г.р. 1915) и Владимир (1920—2009), доктор физико-математических наук. С 1990 года — в США, в Беркли (Калифорния). 